# Prolepta cognata
Prolepta cognata är en insektsart som först beskrevs av John Obadiah Westwood 1839.  Prolepta cognata ingår i släktet Prolepta och familjen lyktstritar. Inga underarter finns listade i Catalogue of Life.